# Billy Vunipola
Viliami „Billy” Vunipola (ur. 3 listopada 1992 w Sydney) – tongijski rugbysta występujący na pozycji wiązacza, reprezentant Anglii, dwukrotny uczestnik i srebrny medalista pucharu świata, klubowy mistrz Anglii i Europy z drużyną Saracens. Syn Feʻao – reprezentanta Tonga oraz brat Mako – reprezentanta Anglii w rugby union.

## Młodość
Vunipola urodził się w australijskim Sydney, jednak początkowo wychowywał się na Tonga, gdzie mieszkał z dziadkami, podczas gdy jego rodzice zdobywali wykształcenie za granicą. W styczniu 1999 roku wraz z matką i rodzeństwem przyjechał do Wielkiej Brytanii i osiedlił się w południowej Walii, gdzie grał jego ojciec. Kształcił się w Griffithstown Junior School w Pontypool. Pierwsze treningi rozpoczął właśnie w szkole, w wieku lat ośmiu, początkowo występując jako filar. Następnie kontynuował je w lokalnych drużynach Wattstown R.F.C. i New Panteg R.F.C. czy reprezentacji dystryktu Pontypool do lat 11.
W późniejszym czasie rodzina Vunipolów przeniosła się do Bristolu, gdzie matka rozpoczęła posługę jako pastor w miejscowym kościele metodystycznym. Sam Billy w wieku lat 11 trafił do Castle School w niedalekim Thornbury. Występował wówczas w juniorskiej drużynie Thornbury R.C., a w latach 2007–2008 w młodzieżowym zespole Bristol Rugby. Następnie uzyskał stypendium i rozpoczął naukę w elitarnej Harrow School na obrzeżach Londynu, gdzie kształcił się z zakresu fotografii, technologii projektowania, wychowania fizycznego i przedsiębiorczości. W tym czasie rodzina przeniosła się do High Wycombe, a Billy trafił do akademii London Wasps.

## Kariera klubowa

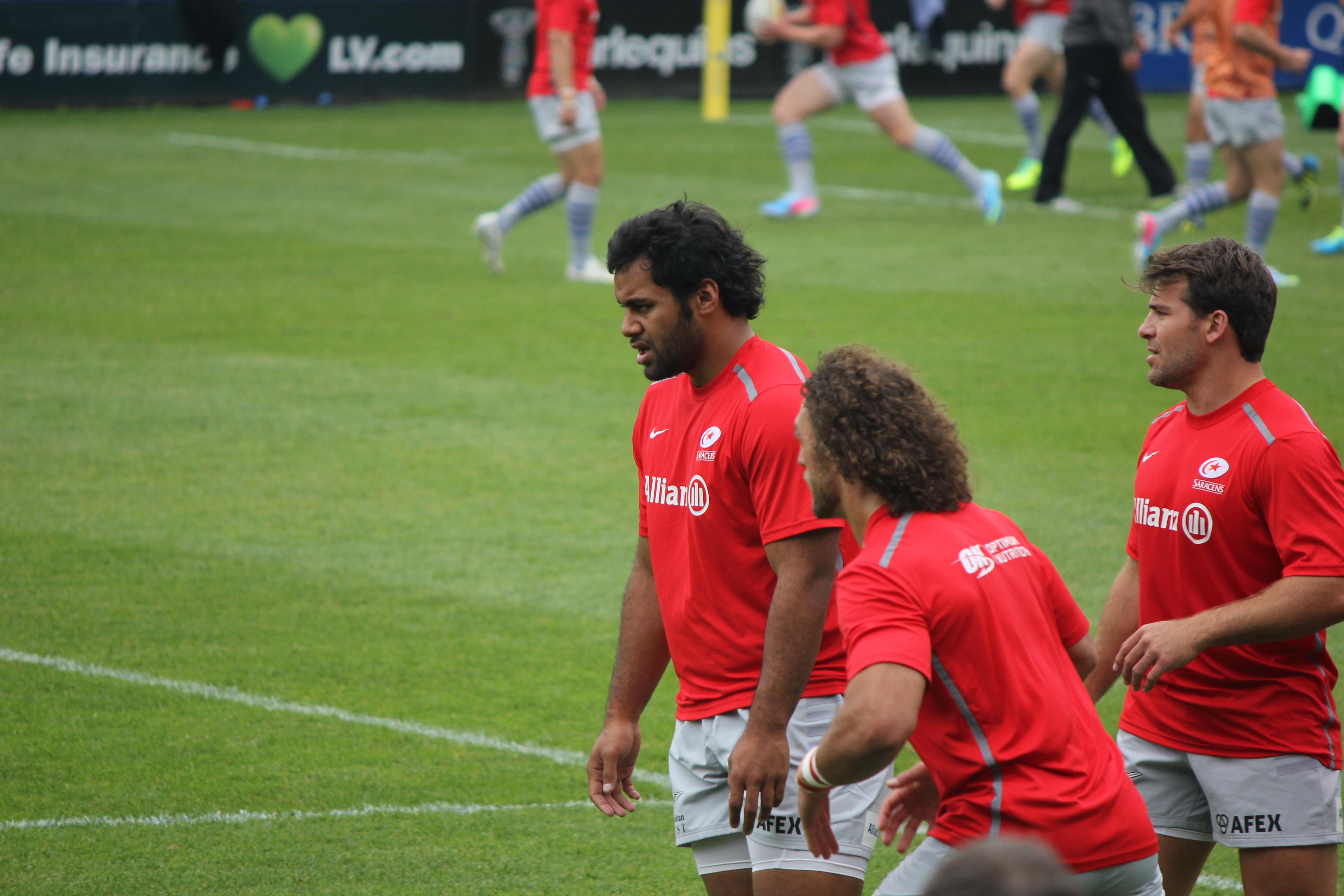
Rozgrzewka przed meczem Saracens (2013): od lewej Vunipola, Jacques Burger i Schalk Brits

W pierwszej drużynie London Wasps Vunipola zadebiutował jako 18-latek w styczniu 2011 roku. Wystąpił wówczas w meczu Anglo-Welsh Cup z Harlequins, który wyjątkowo rozgrywany był w Abu Zabi. W swoim pierwszym sezonie w Premiership Rugby zaliczył zaledwie dwa występy (jeden w podstawowym składzie), jednak z czasem młody zawodnik stawał się coraz ważniejszym członkiem zespołu. W sezonie 2011/2012 rozegrał już osiem meczów, a w kolejnym aż 20. W tym ostatnim z drużyną Wasps dotarł do ćwierćfinału Challenge Cup, gdzie musiał uznać wyższość Leinster Rugby.
W styczniu 2013 roku ku zaskoczeniu wielu i pomimo niezadowolenia działaczy Wasps Vunipola oświadczył, że od kolejnego sezonu będzie występował w barwach Saracens. W maju 2014 roku otrzymał wyróżnienie dla Odkrycia Sezonu 2013/2014, a także został wybrany do drużyny roku. W kolejnych latach pochodzący z Tonga gracz został jednym z podstawowych zawodników swojej drużyny, zaś Saracens stali się dominującą siłą  rodzimych rozgrywkach. Tytuł mistrza Anglii wywalczyli w roku 2015, 2016, 2018 i 2019. Dodatkowo ekipa z przedmieść Londynu sięgnęła także po najwyższe laury na arenie europejskiej, gdzie zdobyła European Rugby Champions Cup w roku 2016, 2017 i 2019. W roku 2017 w finale przeciwko Clermont Vunipola okrzyknięty został najlepszym zawodnikiem meczu. W ocenie części komentatorów takie samo miano należało mu przyznać po finale rozgrywanym dwa lata później przeciw Leinster (oficjalnie statuetkę tę przyznano mu natomiast za występ w półfinale).
Występy Vunipoli w barwach Saracens przerywane były jednak licznymi kontuzjami. W maju 2017 roku nawracający uraz barku zmusił go do poddania się operacji. Cztery miesiące później interwencji medycznej oraz dłuższej przerwy w grze wymagała kontuzja, jakiej doznał, uszkadzając chrząstkę w prawym kolanie. W styczniu 2018 roku, w drugim meczu po powrocie do pełnej sprawności Vunipola złamał przedramię prawej ręki. Identycznej kontuzji doznał w czerwcu podczas wypełniania obowiązków reprezentacyjnych. Niedługo później, złamał przedramię lewej ręki, co ponownie oznaczać miało trzy miesiące przerwy. W styczniu 2020 roku raz jeszcze doznał złamania przedramienia w meczu z Racing 92
W tym samym czasie władze Premiership Rugby ogłosiły, że ekipa Saracens wraz z końcem sezonu 2019/2020 zostanie zdegradowana do RFU Championship. Przyczyną stojącą za tą decyzją były wieloletnie próby zatajania rzeczywistych wydatków klubu i omijania obowiązującego w rozgrywkach limitu płacowego. Jak podano nieujawnione środki przeznaczane na pozaregulaminowe świadczenia dla zawodników miały o blisko 30% przekraczać określony na 7 mln funtów pułap wynagrodzeń. Z tego powodu już wcześniej w tym samym sezonie na drużynę nałożono karę w wysokości 5,36 mln funtów oraz 35 ujemnych punktów.

## Kariera reprezentacyjna

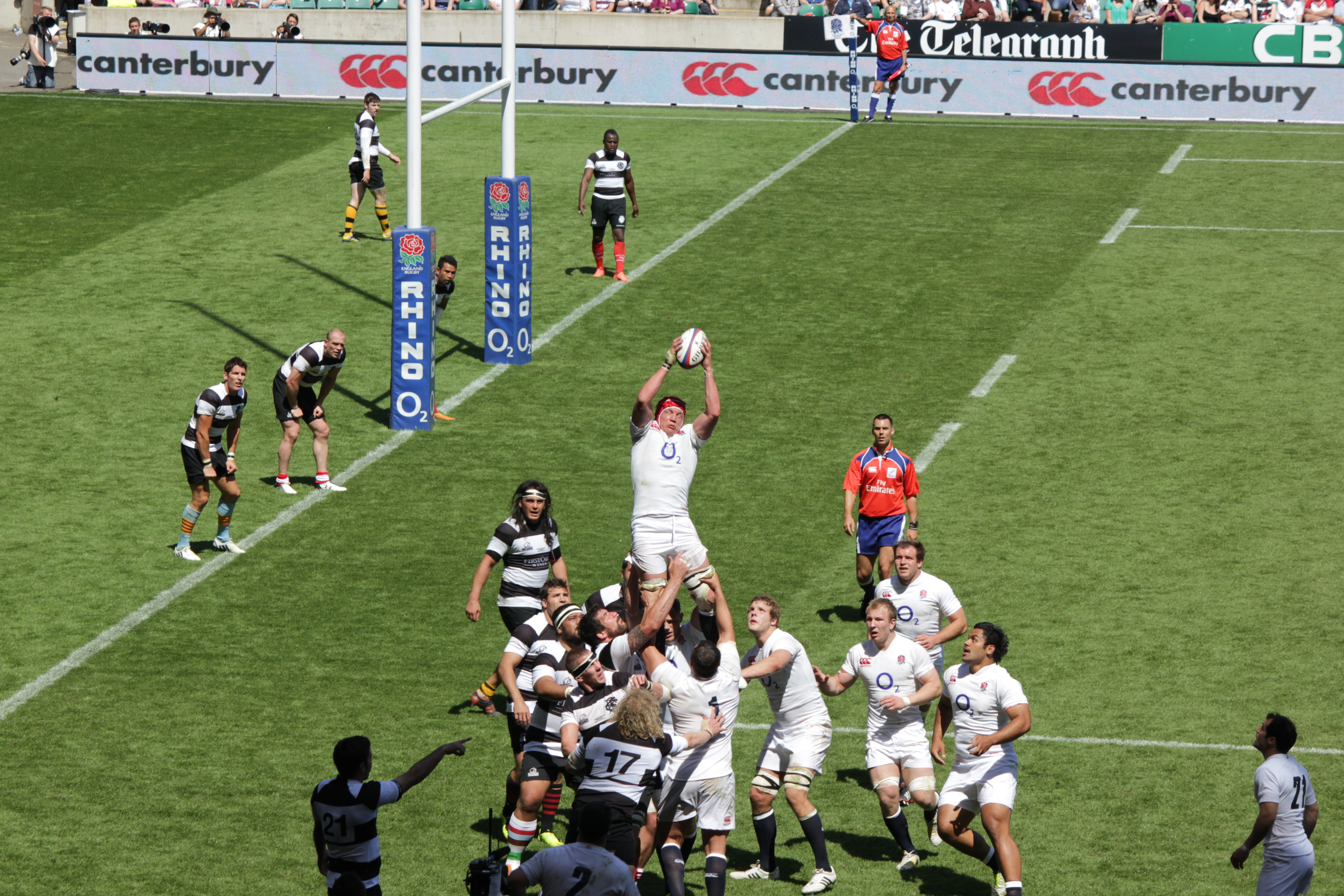
Vunipola (drugi z prawej) w meczu z Barbarians (2013)

Z uwagi na narodowość rodziców, miejsce urodzenia a następnie zamieszkania Vunipola był uprawniony do gry w reprezentacjach Tonga, Australii, Walii i Anglii. Sam ojciec namawiał swoich synów do gry dla Walii. W 2002 roku podczas swojego pobytu w Pontypool Vunipola wraz z bratem występował w reprezentacji wschodniej Walii do lat 11. Po przeprowadzce do Anglii, wciąż mając zaledwie 15 lat, otrzymał powołanie do reprezentacji Anglii U-18. W jej barwach zdobył przyłożenia w kolejnych meczach z Włochami i Walią. W lipcu 2010 roku uczestniczył także w turnieju w Południowej Afryce, w którym oprócz Anglików i gospodarzy udział wzięły reprezentacje Francji i Namibii. Pełnił tam funkcję wicekapitana.
W tym samym roku 2010 awansował do reprezentacja do lat 20. Dwa lata później został włączony do składu kadry na mistrzostwa świata juniorów w miejsce kontuzjowanego Matta Kvesica. W czasie turnieju w Południowej Afryce rozegrał cztery spotkania, zaś reprezentacja Anglii zajęła ostatecznie siódmą lokatę.
W styczniu 2013 roku Vunipola otrzymał powołanie do ekipy England Saxons, drugiej reprezentacji Anglii, jednak z uwagi na liczne kontuzje w pierwszym zespole brał udział w zgrupowaniu seniorskiej kadry przed Pucharem Sześciu Narodów. Mimo wszystko na swój debiut w pierwszej reprezentacji Billy (także z powodu własnego urazu) musiał poczekać do maja tego samego roku, kiedy otrzymał powołanie na serię spotkań w Ameryce Południowej. Debiutował w pierwszym sparingu na Twickenham Stadium, wchodząc z ławki rezerwowych w meczu z Barbarian F.C. Tydzień później w starciu z CONSUR XV, mieszaną reprezentacją kontynentu, pojawił się w podstawowym składzie Anglii i zdobył w meczu trzy przyłożenia. Kolejnych siedem dni później jako rezerwowy pojawił się w oficjalnym starciu z Argentyną w Salcie. Swój pierwszy występ w meczu testowym uświetnił zdobytym przyłożeniem. Następnie uczestniczył w ośmiu kolejnych spotkaniach reprezentacji, w tym w podstawowym składzie z Australią czy Nową Zelandią a także w trzech meczach w ramach Pucharu Sześciu Narodów 2014, nim z dalszego w nim udziału wykluczył go uraz. Za kadencji Stuarta Lancastera Vunipola pełnił ważną rolę w drużynie. Otrzymał powołanie na rozgrywany w Anglii Puchar Świata 2015 zdobywając m.in. jedno z przyłożeń w meczu otwarcia z Fidżi. Podczas mistrzostw nie zdołał jednak pomóc swojej reprezentacji, która nie awansowała do fazy pucharowej, gdyż w drugim spotkaniu, z Walią, nadwyrężył więzadła w kolanie i zmuszony był zrezygnować z dalszego udziału w turnieju.
Po tym jak na stanowisku selekcjonera reprezentacji Anglii Lancastera zastąpił Eddie Jones, Vunipola został wyznaczony jako jeden zastępców kapitana drużyny Dylana Hartleya. Podczas Pucharu Sześciu Narodów 2016, kiedy Anglicy sięgnęli po Wielki Szlem, gracz Saracens kilkakrotnie był najlepszym zawodnikiem na boisku (potyczki ze Szkocją, Irlandią czy Francją). W czerwcu uczestniczył w wyjazdowej serii meczów z australijskimi „Wallabies”, która zakończyła się zwycięstwem przyjezdnych 3:0 (wiązacz zdobył jedno z przyłożeń w starciu w Sydney).
W roku 2017 występy Vunipoli zostały znacznie ograniczone przez kontuzje. Z ich powodu zdołał rozegrać w drużynie narodowej zaledwie dwa mecze w ramach Pucharu Sześciu Narodów, który podobnie jak rok wcześniej padł łupem Anglików. Także z uwagi na problemy zdrowotne zmuszony był wycofać się z udziału w nowozelandzkich meczach British and Irish Lions i to pomimo wcześniejszego powołania, jakie otrzymał od Warrena Gatlanda. Szereg kontuzji spowodował, że do reprezentacji Anglii urodzony w Sydney zawodnik powrócił dopiero w spotkaniu z Południową Afryką na Ellis Park w Johannesburgu – po blisko półtorarocznej pauzie. W drugim meczu serii ponownie doznał jednak urazu (złamanie przedramienia), który przekreślił szansę na kolejne występy tak w czasie dalszej potyczki ze „Springboks” jak i przy okazji meczów testowych pod koniec roku.
Do reprezentacji powrócił w lutym 2019 roku na Puchar Sześciu Narodów. Ze względu na pięć kolejnych kontuzji i urazów przed jego rozpoczęciem bilans zawodnika w drużynie narodowej wynosił zaledwie 167 minut w ciągu minionych dwóch lat – rozegrawszy podczas turnieju cztery pierwsze spotkania, Vunipola wyrównał swój osobisty wynik z poprzednich 26 miesięcy. Uczestniczył także we wszystkich kolejnych sparingach, zawsze jako gracz pierwszego składu. Nie było zatem zaskoczeniem, że Billy znalazł się w składzie reprezentacji Jonesa na zbliżający się Puchar Świata 2019. Na japońskich boiskach był podstawowym zawodnikiem swojej drużyny, w zwycięskim półfinale z Nową Zelandią rozgrywając swój 50. mecz w drużynie narodowej. Ostatecznie w wielkim finale w Jokohamie angielscy rugbyści nie podołali reprezentacji Południowej Afryki i zakończyli zmagania ze srebrnymi medalami.
Kolejne złamanie ręki wykluczyło udział wiązacza Saracens w spotkaniach Pucharu Sześciu Narodów 2020.

### Statystyki
Stan na dzień 2 listopada 2019 r.
Występy na arenie międzynarodowej
| Drużyna narodowa | Rok  | Mecze | Punkty |
| ---------------- | ---- | ----- | ------ |
| Anglia           | 2013 | 5     | 5      |
| Anglia           | 2014 | 7     | 0      |
| Anglia           | 2015 | 9     | 15     |
| Anglia           | 2016 | 11    | 5      |
| Anglia           | 2017 | 2     | 5      |
| Anglia           | 2018 | 2     | 0      |
| Anglia           | 2019 | 15    | 10     |
| Suma             | Suma | 51    | 40     |

Przyłożenia na arenie międzynarodowej
| Lp. | Data             | Miejsce                                 | Przeciwnik        | Rozgrywki                   |
| --- | ---------------- | --------------------------------------- | ----------------- | --------------------------- |
| 1.  | 8 czerwca 2013   | Estadio Padre Ernesto Martearena, Salta | Argentyna         | mecz testowy                |
| 2.  | 14 lutego 2015   | Twickenham Stadium, Londyn              | Włochy            | Puchar Sześciu Narodów 2015 |
| 3.  | 21 marca 2015    | Twickenham Stadium, Londyn              | Francja           | Puchar Sześciu Narodów 2015 |
| 4.  | 18 września 2015 | Twickenham Stadium, Londyn              | Fidżi             | Puchar Świata w Rugby 2015  |
| 5.  | 25 czerwca 2016  | Stadium Australia, Sydney               | Australia         | mecz testowy                |
| 6.  | 11 marca 2017    | Twickenham Stadium, Londyn              | Szkocja           | Puchar Sześciu Narodów 2017 |
| 7.  | 11 sierpnia 2019 | Twickenham Stadium, Londyn              | Walia             | mecz testowy                |
| 8.  | 26 września 2019 | Kobe City Misaki Park Stadium, Kobe     | Stany Zjednoczone | Puchar Świata w Rugby 2019  |

## Nagrody i wyróżnienia
- tytuł Odkrycia sezonu 2013/2014 w Premiership Rugby (Premiership Rugby Discovery of the Season)[18][24]
- nominacja do miana Zawodnika Sezonu 2014/2015 w Premiership (Premiership Rugby Player of the Season)[62]
- nominacja do miana Zawodnika Roku 2016 według World Rugby (World Rugby Player of the Year)[63]

## Życie osobiste
Rodzina Vunipolów wywodzi się z tongijskiej wsi Longlongo i od kilku pokoleń bardzo silnie związana była z rugby. Brat Billy’ego, Mako także wielokrotnie reprezentował Anglię, dwukrotnie uczestnicząc w rozgrywkach o puchar świata. Ojciec zawodników, Feʻao w barwach Tonga brał udział w pucharze świata w 1995 i 1999 roku. W kadrze rozegrał łącznie 32 spotkania, pełniąc również funkcję kapitana. W reprezentacji grało także sześciu jego braci: Satisi, Kapelilei, Viliami, Manu, Elisi i Sikuti, z czego dwóch na poziomie pucharu świata. Występy w drużynie narodowej na swoim koncie zapisali także ich ojciec (dziadek Billy’ego, były policjant) Sione oraz dziadek (pradziadek Billy’ego) Viliami. Do klanu Vunipolów należ yrównież młodzieżowy reprezentant Anglii Manu, syn Elisiego. Odległymi krewnymi są też matki Billy’ego oraz Taulupe Faletau, reprezentanta Walii, który także wychowywał się w Pontypool, gdzie jako dziecko przyjechał wraz z ojcem Kulim Faletau, kolejnym reprezentantem Tonga podczas pucharu świata w 1999 roku. W amatorskich drużynach grał również starszy brat Taulupe, Josh Faletau.
Matka zawodnika, Iesinga jest pastorem Kościoła metodystyczego (Avenue Methodist Church). Początkowo pracowała w Bristolu, a następnie w High Wycombe. Billy prócz brata Mako, ma także dwie siostry: Tiffany oraz Anę.
W czerwcu 2019 roku w trakcie tradycyjnej ceremonii zorganizowanej na Tonga Billy poślubił swoją partnerkę Simmone.
Vunipola w kwietniu 2019 roku stanął w obronie australijskiego rugbysty Israela Folau, który w jednym z portali społecznościowych w internecie opublikował wiadomość wskazującą, że na różne grupy społeczne, m.in. osoby homoseksualne czy ateistów (ale także złodziei, cudzołożników i kłamców) „czeka piekło”. Reprezentant Anglii w tym samym medium opublikował wpis, w którym odnosił się do własnych chrześcijańskich przekonań, iż „mężczyzna został stworzony dla kobiety, aby się rozmnażać”. Pośrednie poparcie homofobicznych opinii Folau spotkało się z ostrą reakcją angielskich mediów, a sam zawodnik otrzymał oficjalne upomnienia od swojego klubu oraz krajowej federacji. W uzasadnieniu wskazywano, że Vunipola jest ambasadorem sportu, który szczyci się inkluzywnością i otwartością na wszystkie grupy społeczne.